# 袁峻
袁峻（5世紀—?），字孝高，陈郡阳夏人。魏郎中令袁渙之八世孫，袁淑之子。
早年失去雙親，笃志好学，家贫无书，便去借書回來抄写，每日寫五十張纸，纸数不登，则不休息，手抄《史记》、《汉书》各二十卷。历官员外郎、散骑常侍。

## 延伸阅读
[在维基数据编辑]
 《梁書/卷49》，出自姚思廉《梁書》